# Хигути, Аса
Аса Хигути (яп. ひぐち アサ Хигути Аса, род. 17 мая 1970, Урава, преф. Сайтама) — японская мангака. Окончила престижную Старшую школу Ураваниси в преф. Сайтама и психологический факультет Университета Хосэй по специальности «Психология спорта». Во время учёбы в старшей школе она играла в софтбольной команде своей школы, что в дальнейшем стало источником вдохновения манги Ookiku Furikabutte помимо самой школы, подробно описанной в этой манге (в настоящее время школа рекламирует на своём официальном сайте данную мангу, а также аниме по её мотивам).
В 1998 году работа Хигути Yuku tokoro победила в конкурсе «Сики» сэйнэн-манга-журнала Afternoon. Отмечались неповторимые взаимоотношения между персонажами манги, которая была впоследствии опубликована в августовском номере журнала, отметив таким образом дебют Хигути в качестве мангаки. В настоящее время автор работает над мангой Ookiku Furikabutte, насчитывающей на данное время 33 тома и серийно издаваемой в ежемесячнике Afternoon. В 2006 году эта манга была удостоена Культурной премии имени Осаму Тэдзуки как лучшее художественное произведение, а в 2007 — Премии манги Коданся.

## Работы
- Yuku tokoro (1998)
- Kazoku no Sore Kara (2000, издано в Afternoon, Коданся)[3]
- Yasashii Watashi (2001—2002, издано в Afternoon, Коданся)[4][5]
- Ookiku Furikabutte (2004-настоящее время, издаётся в Afternoon, Коданся)[6][7]